# Mindestarbeitsbedingungen (Pflegebranche)
Für die Pflegebranche können durch eine Rechtsverordnung des Bundesministeriums für Arbeit und Soziales nach § 11 Arbeitnehmer-Entsendegesetz (AEntG) verbindliche Mindestarbeitsbedingungen für alle Arbeitnehmer dieser Branche, insbesondere ein Mindestlohn, festgelegt werden. Der Inhalt der Mindestarbeitsbedingungen wird dabei abweichend von anderen Branchen nicht in einem Mindestlohntarifvertrag festgelegt, sondern von einer Kommission vorgeschlagen, der Gewerkschaften und nicht kirchliche Pflege-Arbeitgeber sowie Dienstgeber und Dienstnehmer der Kirchen angehören.
Lange Zeit war nur ein Mindestlohn für die Branche festgelegt. Mit der von der vierten Pflegekommission am 28. Januar 2020 beschlossenen Vierten Verordnung über zwingende Arbeitsbedingungen für die Pflegebranche wurden erstmals differenzierte Mindestlöhne festgelegt. Außerdem wurde ein Anspruch auf mehr Tage bezahlten Urlaubs festgelegt.

## Gesetzliche Grundlage
Das Zustandekommen und die Wirkung der Rechtsverordnung richten sich nach § 11 in Verbindung mit § 12, § 5 Nr. 1 und 2, § 12a AEntG. Mit der Neufassung dieses Gesetzes Anfang 2009 wurde das ursprünglich nur für die Baubranche und den Schutz dieser Branche vor der ausländischen Billigkonkurrenz durch aus dem Ausland entsandte Arbeiter geschaffene Gesetz (daher der Name Entsendegesetz) auch auf die Pflegebranche und auf weitere Branchen ausgedehnt.

## Pflegebetriebe
Die Pflege-Mindestarbeitsbedingungen gelten in der Pflegebranche. Dazu gehören alle Betriebe oder selbstständige Betriebsteile, die ambulante, teilstationäre oder vollstationäre Pflegeleistungen oder ambulante Krankenpflegeleistungen für Pflegebedürftige erbringen. Keine Pflegebetriebe in diesem Sinne sind Krankenhäuser, Rehabilitationseinrichtungen oder Einrichtungen der Behindertenhilfe.

## Mindestarbeitsbedingungen
Als Mindestarbeitsbedingungen können Regelungen festgelegt werden über:
- Mindestentgeltsätze, die nach Art der Tätigkeit, Qualifikation der Arbeitnehmer und Regionen differieren können, einschließlich der Überstundensätze, wobei die Differenzierung nach Art der Tätigkeit und Qualifikation insgesamt bis zu drei Stufen umfassen kann (§ 5 Nr. 1 AEntG)
- die Dauer des Erholungsurlaubs, das Urlaubsentgelt oder ein zusätzliches Urlaubsgeld (§ 5 Nr. 2 AEntG).

Die festgelegten Grundsätze zur Bemessung des Mindestentgelts in der Pflegebranche gehen gemäß § 1 Abs. 3 MiLoG iVm. § 24 Abs. 1 MiLoG a.F. im Geltungsbereich der Verordnungen dem im Mindestlohngesetz geregelten Anspruch auf gesetzlichen Mindestlohn vor. Soweit die Höhe der auf Grundlage der Verordnungen festgesetzten Mindestentgelte die Höhe des gesetzlichen Mindestlohns nicht unterschreiten darf, betrifft dies nur die Höhe des Mindestentgelts selbst. Die Rechtsverordnungen können jedoch vom Mindestlohngesetz abweichende Regelungen zur Bemessung der Arbeitsleistung als Arbeitszeit vorsehen.

## Inhaltliche Festlegung der Mindestarbeitsbedingungen
Der Inhalt der Mindestarbeitsbedingungen werden von der Kommission zur Erarbeitung von Arbeitsbedingungen oder deren Änderung vorgeschlagen (§ 12a AEntG).

### Kommissionslösung als Sonderregelung wegen der Besonderheiten im kirchlichen Pflegebereich
Mit der „Kommissionslösung“ wurde eine Sonderregelung für die Pflegebranche geschaffen. Während in den anderen Branchen, in denen ein Mindestlohn möglich ist, dieser in einem Tarifvertrag festgelegt wird, der durch Rechtsverordnung allgemeinverbindlich erklärt wird, tritt in der Pflegebranche anstelle des Tarifvertrags der Kommissionsvorschlag.
Dadurch wird der Sonderrolle der Kirchen entgegengekommen. Die Kirchen lehnen es unter Berufung auf das kirchliche Selbstbestimmungsrecht ab, Tarifverträge zu schließen oder sich Tarifverträgen zu unterwerfen. Stattdessen praktizieren die Kirchen den so genannten Dritten Weg. Das bedeutet, dass die Arbeitsbedingungen, die sonst in Tarifverträgen zwischen Arbeitgebern und Gewerkschaften vereinbart werden, in besonderen kirchlichen Regelwerken festgelegt werden, die von paritätisch besetzten Kommissionen der Dienstgeberseite (Arbeitgeber) und der Dienstnehmerseite (Arbeitnehmer) verabschiedet werden. Solche Regelwerke sind zum Beispiel die Arbeitsvertragsrichtlinien des Deutschen Caritasverbandes (AVR) oder der Diakonie oder der Bundesangestelltentarifvertrag-Kirchliche Fassung (BAT-KF).

### Errichtung und Zusammensetzung der Kommission
Die Kommission wird im Einzelfall errichtet, wenn dies eine Tarifvertragspartei aus der Pflegebranche oder wenn dies die Dienstgeberseite oder die Dienstnehmerseite von paritätisch besetzten Kommissionen nach dem Sonderrecht der Kirchen beantragt.
Die Kommission besteht aus acht Mitgliedern, die vom Bundesministerium für Arbeit und Soziales auf Vorschlag der beteiligten Gruppierungen benannt werden (§ 12 Abs. 3 AEntG). Für den Vertretungsfall wird außerdem aus jeder Gruppierung ein Vertreter benannt. Die Kommission wird von einem nicht stimmberechtigten Vorsitzenden geleitet, der vom Bundesministerium für Arbeit und Soziales beauftragt wird.
Als stimmberechtigte Mitglieder gehören der Kommission gehören je zwei Personen aus folgenden Gruppierungen an:
- die Gewerkschaften, die in der Pflegebranche tarifzuständig sind
- die Vereinigungen der (nicht-kirchlichen) Arbeitgeber in der Pflegebranche
- die kirchliche Dienstnehmerseite
- die kirchliche Dienstgeberseite

Die erste Kommission wurde am 11. September 2009 auf die Vorschläge von ver.di, dem Arbeitgeberverband Pflege, der Vereinigung der kommunalen Arbeitgeberverbände sowie den Arbeitsrechtlichen Kommissionen des Diakonischen Werks der Evangelischen Kirche Deutschlands bzw. des Deutschen Caritasverbands berufen. Vorsitzender der Kommission war Rainer Brückers, der auch geschäftsführendes Vorstandsmitglied der Arbeiterwohlfahrt (AWO) war.
Am 2. Oktober 2013 ist wieder ein Antrag auf Errichtung einer Kommission zur Erarbeitung von Arbeitsbedingungen in der Pflegebranche gestellt worden. Bis zum 4. Dezember 2013 können die vorschlagsberechtigten Organisationen geeignete Mitglieder und stellvertretende Mitglieder vorschlagen. Das Bundesministerium für Arbeit und Soziales wird dann die Kommissionsmitglieder benennen.

### Beschlüsse der Kommission
Die Kommission ist nur beschlussfähig, wenn alle acht Mitglieder anwesend oder vertreten sind.
Ein Beschluss kommt erst zustande, wenn in vier verschiedenen Gruppen jeweils eine Dreiviertelmehrheit dafür stimmt. Es müssen also vier Abstimmung erfolgen, an der jeweils unterschiedliche Kommissionsmitglieder teilnehmen. Erforderlich ist jeweils eine Dreiviertelmehrheit
1. der Mitglieder der nicht-kirchlichen Arbeitnehmer und der nicht-kirchlichen Arbeitgeber
2. der Mitglieder der kirchlichen Arbeitnehmer und der kirchlichen Arbeitgeber
3. der Mitglieder der nicht-kirchlichen Arbeitnehmer und der kirchlichen Arbeitnehmer
4. der Mitglieder der nicht-kirchlichen Arbeitgeber und der kirchlichen Arbeitgeber

## Pflege-Mindestlohn
Nachdem sich die Kommission auf einen Mindestlohn geeinigt hatte, erließ das Bundesministerium für Arbeit und Soziales am 15. Juli 2010 die Pflegearbeitsbedingungenverordnung. Mit Wirkung zum 1. August 2010 gilt damit in Deutschland erstmals ein Pflege-Mindestlohn. Der Mindestlohn gilt für alle Arbeitnehmer, die in Deutschland in der Pflegebranche arbeiten, unabhängig davon, ob der Arbeitgeber ein inländisches oder ein ausländisches Pflegeunternehmen ist. Am 4. September 2014 hat sich die Pflegekommission darüber verständigt, dass der Pflege-Mindestlohn ab dem 1. Januar 2015 in drei Schritten bis ins Jahr 2017 schrittweise weiter angehoben werden soll.
Ein für allgemeinverbindlich erklärter Tarifvertrag geht jedoch einer Rechtsverordnung mit Mindestarbeitsbedingungen vor, soweit sich die Geltungsbereiche überschneiden (§ 13 AEntG).
|                   | West-Deutschland / Berlin* | Ost-Deutschland** |
| ----------------- | -------------------------- | ----------------- |
| ab 1. August 2010 | 8,50 Euro/Stunde           | 7,50 Euro/Stunde  |
| ab 1. Januar 2012 | 8,75 Euro/Stunde           | 7,75 Euro/Stunde  |
| ab 1. Juli 2013   | 9,00 Euro/Stunde           | 8,00 Euro/Stunde  |
| ab 1. Januar 2015 | 9,40 Euro/Stunde           | 8,65 Euro/Stunde  |
| ab 1. Januar 2016 | 9,75 Euro/Stunde           | 9,00 Euro/Stunde  |
| ab 1. Januar 2017 | 10,20 Euro/Stunde          | 9,50 Euro/Stunde  |

-*Länder Baden-Württemberg, Bayern, Berlin, Bremen, Hamburg, Hessen, Niedersachsen, Nordrhein-Westfalen, Rheinland-Pfalz, Saarland und Schleswig-Holstein

-**Länder Brandenburg, Mecklenburg-Vorpommern, Sachsen, Sachsen-Anhalt und Thüringen
Mit der von der vierten Pflegekommission am 28. Januar 2020 beschlossenen Vierten Verordnung über zwingende Arbeitsbedingungen für die Pflegebranche wurden erstmals differenzierte Mindestlöhne – auch für Pflegefachkräfte und Angelernte – festgelegt. Außerdem wurde darin ab 2021/2022 ein Anspruch auf sechs Tage mehr (2020: fünf Tage mehr) Tage bezahlten Urlaubs im Vergleich zum gesetzlichen Anspruch nach Bundesurlaubsgesetz festgelegt.
Dabei gelten ab September 2021 – bzw. für Fachkräfte bereits ab Juli 2021 – einheitliche Mindestlöhne für Ost- und Westdeutschland. Ausgenommen sind diejenigen, die in privaten Haushalten Pflege leisten: Dort gilt der allgemeine Mindestlohn (9,50 Euro im ersten Halbjahr 2021, 9,60 Euro im zweiten Halbjahr 2021, 9,82 Euro im ersten Halbjahr 2022, 10,45 Euro im zweiten Halbjahr 2022).
Für Pflegekräfte ohne Ausbildung gilt die folgende Tabelle:
| Pflegehilfskräfte    | West-Deutschland / Berlin | Ost-Deutschland   |
| -------------------- | ------------------------- | ----------------- |
| ab 1. Juli 2020      | 11,60 Euro/Stunde         | 11,20 Euro/Stunde |
| ab 1. April 2021     | 11,80 Euro/Stunde         | 11,50 Euro/Stunde |
| ab 1. September 2021 | 12,00 Euro/Stunde         | 12,00 Euro/Stunde |
| ab 1. April 2022     | 12,55 Euro/Stunde         | 12,55 Euro/Stunde |

Für Pflegekräfte mit mindestens 1-jähriger Ausbildung gilt:
| Pflegekräfte mit mindestens 1-jähriger Ausbildung | West-Deutschland / Berlin | Ost-Deutschland   |
| ------------------------------------------------- | ------------------------- | ----------------- |
| ab 1. April 2021                                  | 12,50 Euro/Stunde         | 12,20 Euro/Stunde |
| ab 1. September 2021                              | 12,50 Euro/Stunde         | 12,50 Euro/Stunde |
| ab 1. April 2022                                  | 13,20 Euro/Stunde         | 13,20 Euro/Stunde |

Pflegefachkräften ist bis zum 30. Juni 2021 mindestens so viel zu zahlen wie Pflegekräften mit mindestens 1-jähriger Ausbildung; danach gilt die folgende Tabelle:
| Pflegefachkräfte | West-Deutschland / Berlin | Ost-Deutschland   |
| ---------------- | ------------------------- | ----------------- |
| ab 1. Juli 2021  | 15,00 Euro/Stunde         | 15,00 Euro/Stunde |
| ab 1. April 2022 | 15,40 Euro/Stunde         | 15,40 Euro/Stunde |

## Weitere Entwicklungen
Auf Basis des am 11. Juni 2021 verabschiedeten Gesundheitsversorgungsweiterentwicklungsgesetzes (GVWG) werden Pflegeeinrichtungen seit dem 1. September 2022 nur noch dann zur Versorgung zugelassen, wenn sie ihre Pflege- und Betreuungskräfte nach Tarif oder kirchenarbeitsrechtlichen Regelungen bezahlen oder sie mindestens in der entsprechenden Höhe entlohnen (§ 72 Abs. 3a bis 3f SGB XI).